# Charly (singolo)
Charly è un singolo del gruppo britannico The Prodigy, pubblicato il 12 agosto 1991 come primo estratto dal primo album in studio Experience.

## Descrizione
Charly è basato su un campionamento del servizio di informazione pubblica inglese per bambini Charley Says. Il testo dice: "Charley says, always tell your mummy before you go off somewhere!".

## Tracce
7" (Regno Unito)
- Lato A

1. Charly (Alley Cat Mix 7" Edit) – 3:38

- Lato B

1. Charly (Original Mix) – 3:56

CD singolo (Regno Unito), 12" (Regno Unito)
1. Charly (Original Mix) – 3:56
2. Pandemonium – 4:25
3. Your Love – 6:00
4. Charly (Alley Cat Mix) – 5:27

CD singolo (Stati Uniti)
1. Charly (Beltram Says Mix) – 5:27
2. Charly (Alley Cat Mix) – 5:27
3. Everybody in the Place (Dance Hall Version) – 5:33
4. Everybody in the Place (Fairground Mix) – 5:08
5. Your Love (The Original Excursion) – 6:00
6. G-Force (Part 1) – 5:18

12" (Stati Uniti)
- Lato A

1. Charly (Beltram Says Mix) – 5:27
2. Charly (Alley Cat Mix) – 5:27

- Lato B

1. Everybody in the Place (Dance Hall Version) – 5:33
2. Everybody in the Place (Fairground Mix) – 5:08